# District de Me Linh
Me Linh (vietnamien : Mê Linh) est un district rural (Huyện) de Hanoï dans la région du Delta du Fleuve Rouge au Viêt Nam.